# Iacovile
Iacovile – wieś w Rumunii, w okręgu Vâlcea, w gminie Mădulari. W 2011 roku liczyła 294 mieszkańców.